# Zbiorniki trymujące
Zbiorniki trymujące – zespół zbiorników umieszczonych na dziobie i rufie jednostki pływającej, w tym zwłaszcza okrętu podwodnego, w celu kontroli przegłębienia (trymu) jednostki.
W nomenklaturze floty podwodnej „trym” oznacza, że okręt podwodny jest tak bliski jak to tylko możliwe stanu neutralnej pływalności oraz ma swoje wzdłużne środki ciężkości i wyporu w tym samym pionie co oś pozioma okrętu. W przeszłości okręty podwodne musiały pływać z niewielką prędkością z uwagi na potrzebę zachowania ciszy oraz celem oszczędzania energii zgromadzonej w ich akumulatorach elektrycznych. Pływanie w stanie trymu było w związku z tym żywotną koniecznością. Także jednak w czasach współczesnych zachowanie trymu jest korzystne dla jednostki podwodnej, zarówno z uwagi na znaczenie trymu w tych aspektach, jak i z racji związanego z przegłębieniem wpływu hydrostatyki i hydrodynamiki na operacje podwodne. Zbiorniki trymujące są częścią wyposażenia trymującego służącego przeniesieniu środka ciężkości w pionie poniżej środka wyporu okrętu podwodnego, co umożliwia utrzymanie okrętu w stanie neutralnego trymu.

## Aranżacja systemu trymującego

Zbiorniki trymujące okrętu podwodnego: dziobowy (foreward trim tank) i rufowy (rear trim tank)

Istotne znaczenie ma sposób aranżacji zbiorników w celu jak najlepszego ich wykorzystania. Podstawowa metoda to wykorzystanie zaledwie dwóch zbiorników – jednego skrajnie na dziobie, drugiego zaś odpowiednio na rufie, zwanych wówczas „dziobowym zbiornikiem trymującym” i „rufowym zbiornikiem trymującym”. Równe sobie wielkością zbiorniki tego rodzaju umieszcza się w sposób oddzielający je od zewnętrznego ciśnienia hydrostatycznego po przeciwległych końcach okrętu, tak daleko jak to tylko możliwe w kierunku dziobu i rufy. Są także połączone ze sobą za pomocą rurociągów trymujących, którymi w zależności od potrzeby przepompowywana jest woda między nimi, bądź to za pomocą pomp, bądź też za pomocą powietrza pod niskim ciśnieniem. W celu dokonania korekty która wywołuje zmianę jedynie w zakresie balansu wzdłużnego, jeden ze zbiorników jest częściowo opróżniany, drugi zaś częściowo wypełniany - przez przepompowanie wody między nimi. W takiej sytuacji następuje zmiana wzdłużnego momentu przy zachowaniu niezmienionego ciężaru. W celu dokonania zmiany wywołującej efekt w zakresie ciężaru, jeden lub oba zbiorniki są częściowo opróżniane bądź napełniane - podczas gdy moment wzdłużny pozostaje stały. W celu zaś wywołania efektu w zakresie zarówno ciężaru lub wyporności jak i momentu wzdłużnego, zastosowanie mają inne kombinacje wypełniania i napełniania obu zbiorników. Ilość wody używanej do trymowania stanowi połowę całkowitej objętości zbiorników trymujących, ich rozmiary zaś oparte są na kalkulacjach maksymalnego obciążenia.
Jeśli do trymowania używane jest jedynie sprężone powietrze, zwykle w okręcie znajdują się dwie pary zbiorników trymujących: na dziobie po jednym na sterburcie i bakburcie dziobu oraz odpowiednio para zbiorników na rufie. Są one połączone ze sobą odpowiednio prawo- i lewoburtowymi rurociągami. Sprężone powietrze wtłaczane jest, dla przykładu, do dziobowego zbiornika na backburcie (lewej) i rufowego zbiornika na sterburcie (prawej) – rufa jest tu trymowana przez zbiorniki na lewej burcie, dziób zaś przez parę prawoburtową. Kiedy jeden ze zbiorników zostanie wypróżniony, może nastąpić zmiana stron trymowania, tj. sprężone powietrze wtłaczane jest do lewoburtowego zbiornika na rufie prawoburtowego zbiornika na dziobie, podczas gdy pozostałe zbiorniki są w tym czasie odpowietrzane. Okręt może zostać teraz strymowany na lewą stronę dziobu i prawą stronę rufy.
Ponieważ zbiorniki trymujące umieszczane są zwykle wewnątrz kadłuba ciśnieniowego, mogą być łatwo zalewane wodą z morza, zaś odpowietrzane do wnętrza okrętu. Opróżnianie zbiorników z wody jest już jednak trudniejszym zadaniem, gdyż wydmuchiwanie wody wymaga dużej energii niezbędnej do pokonania otaczającego jednostkę ciśnienia hydrostatycznego – woda może zostać co prawda wydmuchnięta do morza za pomocą sprężonego powietrza, jednak ten proces jest bardzo hałaśliwy, a następujące w konsekwencji zaraz potem odpowietrzenie zbiorników do wnętrza okrętu znacznie podnosi ciśnienie w jego wnętrzu. Taki sposób wymaga też, aby zbiorniki same w sobie były odporne na ciśnienie hydrostatyczne (równe odporności całego kadłuba sztywnego) Alternatywnym sposobem jest wypychanie wody do morza za pomocą pomp, co wymaga instalacji osobnych pomp dedykowanych poszczególnym zbiornikom, bądź też centralnej pompy z zaworami ujścia i wejścia umieszczonej w centralnym punkcie okrętu i połączonej rurociągami z rufowymi i dziobowymi zbiornikami trymującymi. Cały system rurociągów musi przy tym być wytrzymały na ciśnienie hydrostatyczne w zanurzeniu okrętu.

### System trzech zbiorników
Wariantem powyższego układu jest system z trzema zbiornikami, z umieszczonym centralnie w śródokręciu zbiornikiem kompensacyjnym. Zaletą tego układu jest fakt że jedynie zbiornik kompensacyjny musi być odporny na działanie ciśnienia hydrostatycznego, gdyż tylko ten zbiornik pobiera wodę bezpośrednio z otoczenia morskiego i tylko z tego zbiornika woda jest wyrzucana do morza, zaś rufowe i dziobowe zbiorniki trymujące są całkowicie odizolowane od morza. W takim układzie zbiorniki trymujące używane są wyłącznie do dostosowywania balansu wzdłużnego.
Przy takiej architekturze systemu trymującego stosowany jest układ dwóch pomp z jedną dużą pompą podłączoną wyłącznie do zbiornika kompensacyjnego, oraz drugą mniejszą pompą trymującą służącą do transferu wody między zbiornikami trymującymi. Taki system znacznie zmniejsza długość rurociągów o wytrzymałości na działanie ciśnienia hydrostatycznego dorównującej wytrzymałości kadłuba sztywnego, gdyż jedynie zbiornik kompensacyjny oraz część jego rurociągów zaangażowanych w wyrzucanie wody na zewnątrz okrętu poddane są działaniu tegoż ciśnienia.

### System multizbiorników
Układ z trzema zbiornikami jest systemem wysoce pożądanym, może być jednak niepraktyczny w małych jednostkach podwodnych z uwagi na ograniczoną ilość miejsca w optymalnej lokalizacji w dolnej części okrętu. W takiej sytuacji niezbędne jest zastąpienie jednego zbiornika kompensacyjnego w środkowej części okrętu kilkoma mniejszymi zbiornikami umieszczonymi w innych dostępnych lokalizacjach. W celu uniknięcia wiążącego się z tym skomplikowanego systemu rur poddanego działaniu ciśnienia hydrostatycznego, jedynie jeden z tych mniejszych zbiorników może być zbiornikiem „twardym”, czyli odpornym na ciśnienie, pozostałe zaś mogą zostać odizolowane od morza i działać jedynie przez system wewnętrznych rurociągów łączących je ze sobą oraz zbiornikami trymującymi.